# Museu de cera

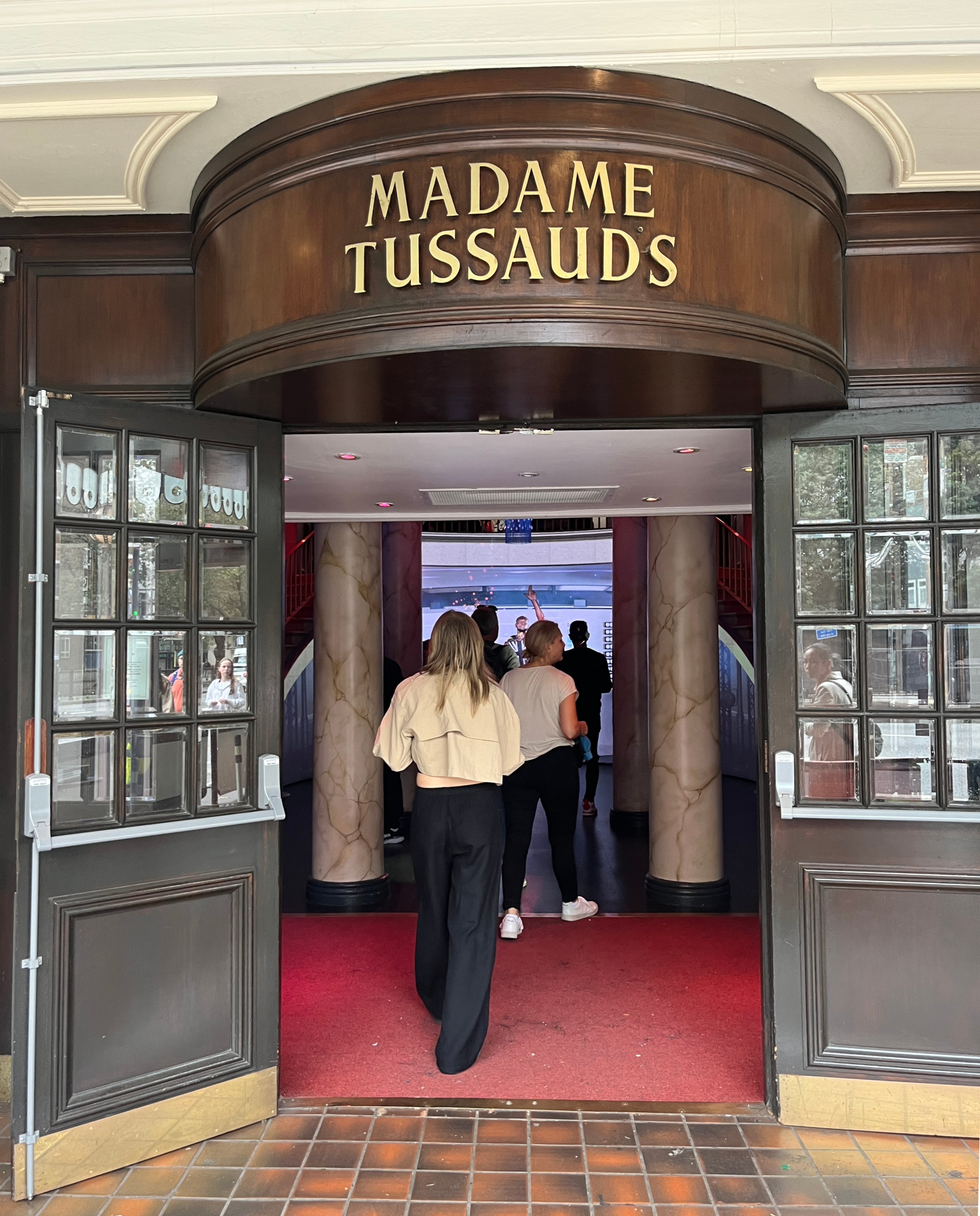
Madame Tussauds em Londres.

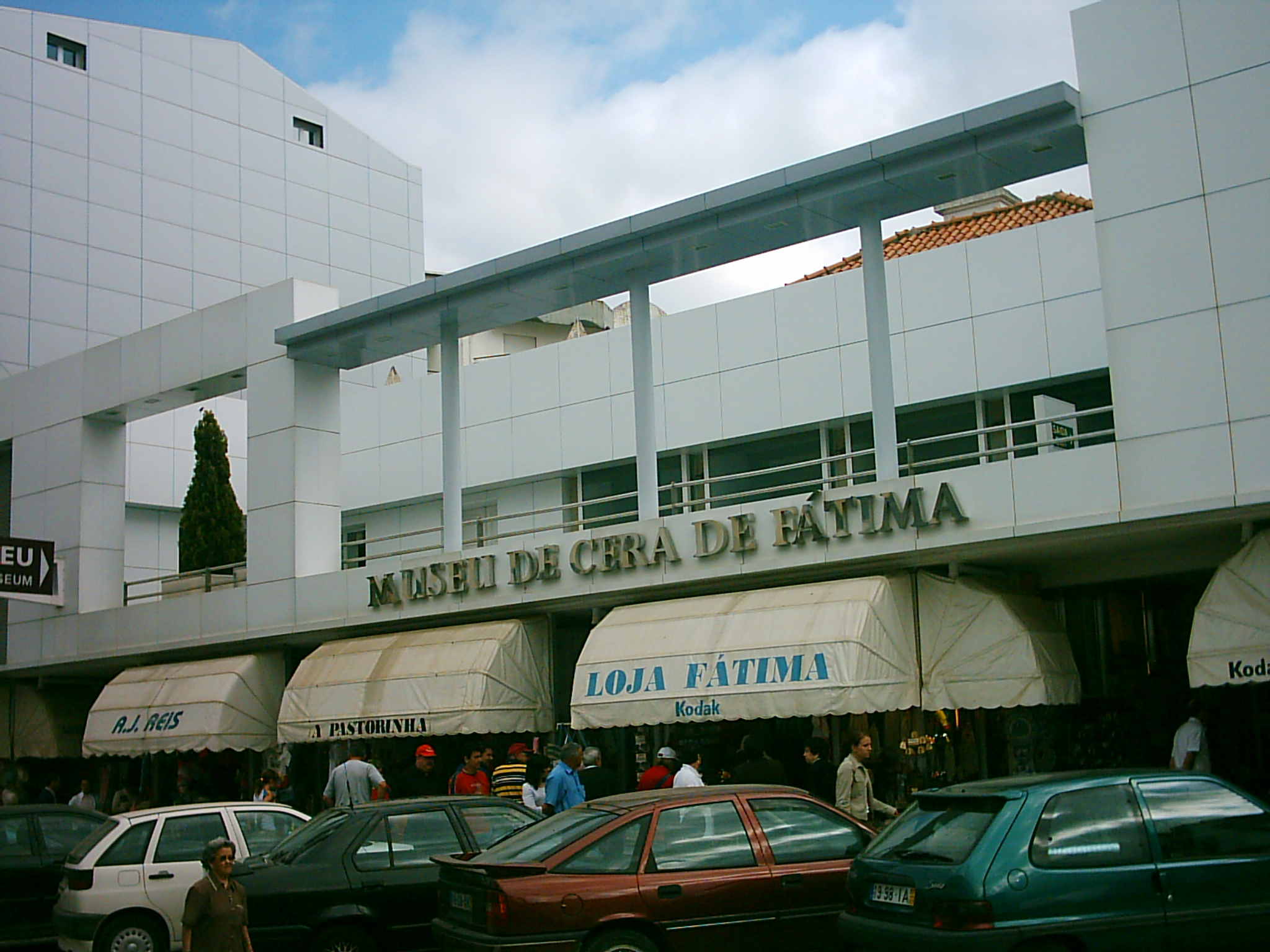
O Museu de Cera de Fátima

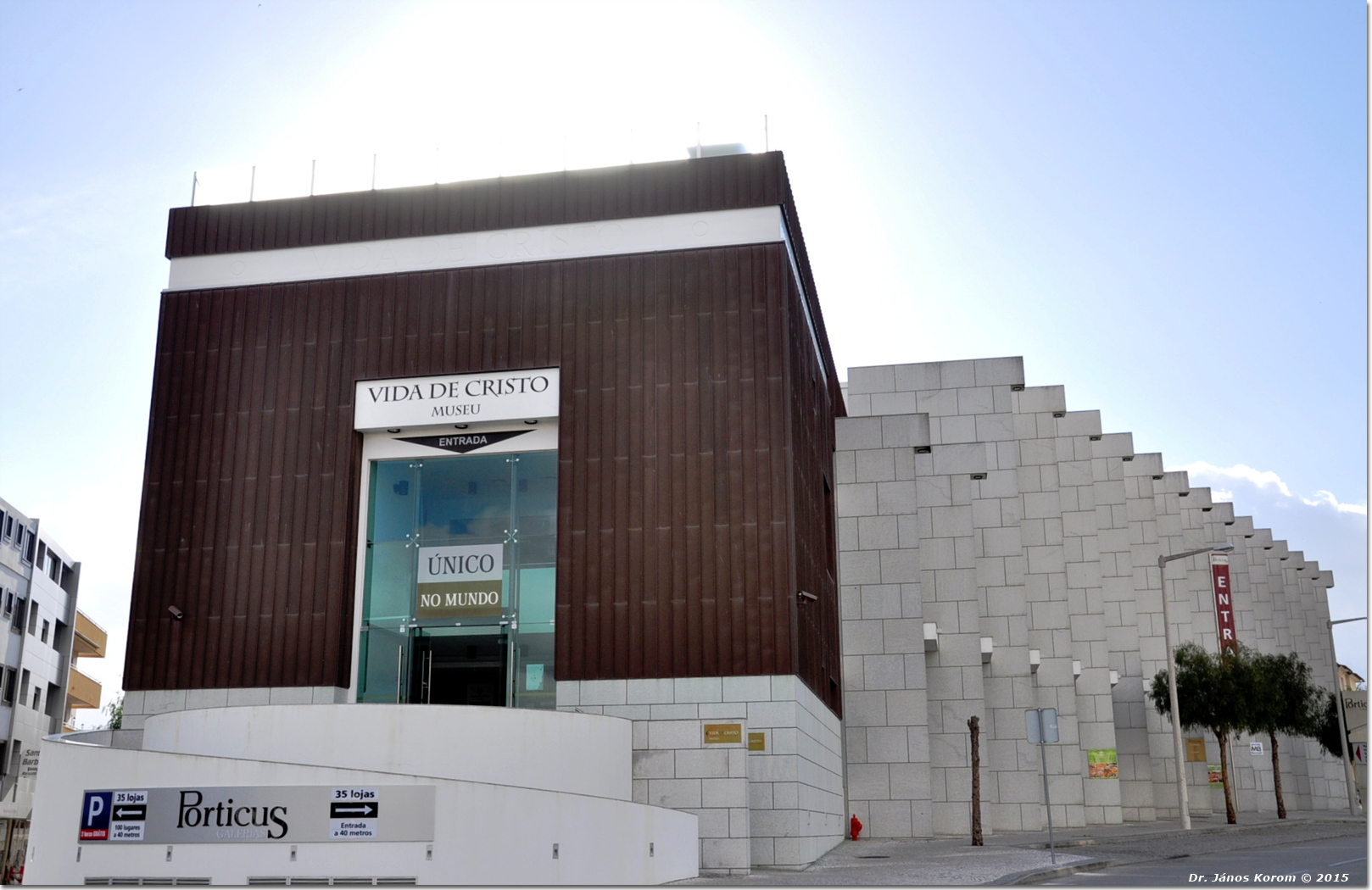
O Museu Vida de Cristo, em Fátima, é único no mundo

Um museu de cera é um museu no qual existe a exposição de peças feitas de cera, usualmente retrantando animais extintos ou celebridades. O  Museu Madame Tussauds é talvez o mais famoso nome associado com os museus de cera. Em 1935, Marie Tussaud montou sua primeira exibição permanente em Baker Street, Londres.

## Museus de Cera

### Em Portugal
Ao todo, existem três museus de cera no país:
- Museu de Cera de Fátima – Fátima – dedicado a representações cénicas do famoso Milagre do Sol e da história dos três pastorinhos videntes da Virgem Maria.
- Museu Vida de Cristo – Fátima – constitui-se num museu de cera temático sobre a vida de Jesus Cristo, sendo considerado único no mundo.
- Museu de Cera dos Descobrimentos – Lagos – dedicado a cenas dos Descobrimentos Portugueses.

### No Brasil
Em dezembro de 2009, foi inaugurado o Museu de Cera Dreamland, na cidade de Gramado, sendo o primeiro museu de cera no gênero do entretenimento no Brasil, e o primeiro na América do Sul. Em agosto de 2010 foi anunciado no Festival de Cinema de Gramado, a criação da Galeria Oscarito dentro do Museu de Cera Dreamland, com estátuas de grandes nomes do cinema nacional.
Em junho de 2014, o Museu de Cera Dreamland, inaugura sua primeira filial fixa, na cidade de Foz do Iguaçu, situado na Av. das Cataratas. Em um espaço de mais de 1500m2, contando em seu acervo com personalidades da história, poítica, música, esportes e cinema.
O Rio de Janeiro recebeu o seu primeiro - e único - museu do gênero em setembro de 2011. Localizado na turística cidade de Petrópolis, na região serrana do estado, o Museu de Cera de Petrópolis conta atualmente com diversas estátuas, todas elas baseadas nos padrões artísticos internacionais de hiper-realismo. Entre as atrações, é possível encontrar esculturas de cera de figuras históricas como Luiz Inácio Lula da Silva, Dom Pedro II, Albert Einstein, Alfred Hitchcock, entre outras.

### Outros países
Existem (ou existiram) ainda museus de cera, entre outros, em:
- Museo de Cera (Barcelona)
- Museo de Cera (Madrid)
- Musée Grévin (Paris)
- Castans Panoptikum (Berlim, dissolvido em 1922)
- National Wax Museum (Dublin)
- Panoptikum Hamburg (Hamburgo)